# Tata Estate
Der Tata Estate war ein von Tata Motors in Indien produzierter Kombi. Für seine Zeit war der Estate zeitgemäß und bot etliche Details, die damals in Indien noch nicht üblich waren, wie elektrische Fensterheber, Servolenkung und Drehzahlmesser. Die Fahrleistungen des Wagens waren besser als erwartet; seine Produktion wurde aber schließlich eingestellt, weil sein Motor, ein Tata 207, zu schwach war.

## Technische Daten

### Motor
- Hubraum: 1948 cm³
- Treibstoff: Diesel
- Anzahl der Zylinder: 4
- Leistung: 68 bhp (50 kW) bei 4500 min−1

### Fahrwerk
- Länge: 4625 mm
- Breite: 1710 mm
- Bodenfreiheit: 150 mm
- Radstand: 2825 mm

## Tata Xover
Das Konzeptfahrzeug Tata Xover basiert auf dem Fahrwerk des Tata Estate. Er ist ein 7-sitziger Softroader, der 2005 auf dem Genfer Auto-Salon präsentiert wurde. Er ist 4850 mm lang und soll die Tata-Euro-IV-Motoren der nächsten Generation aufnehmen.